# Château de Sainte-Suzanne (Manche)
Pour les articles homonymes, voir Château de Sainte-Suzanne.
Le château de Sainte-Suzanne est une demeure, du XVIIIe siècle, qui se dresse sur le territoire de l'ancienne commune française de Sainte-Suzanne-en-Bauptois, dans le département de la Manche, en région Normandie.

## Localisation
Le château est situé, route des moulins, sur la droite, après le carrefour Saint-Jores sur la D903, à proximité de l'église Sainte-Suzanne du Prétot-Sainte-Suzanne, au sein de la commune nouvelle de Montsenelle, dans le département français de la Manche.

## Historique
Au XVIIIe siècle, René-Jacques-François-Bonaventure de Mauconvenant (1704-1763), écuyer, sieur de Peseville, seigneur et patron de Sainte-Suzanne, épouse Marthe-Bonaventure Hellouin d'Anctiville (1735). Le château à cette époque est un manoir se situant au centre de l'actuelle cour intérieure.
En 1779, son fils, François-Bonaventure-Corentin de Mauconvenant rase l'ancien manoir et fait construire avec l'aide d'un architecte de Valognes, Louis Le Brun, une demeure plus moderne. C'est symboliquement une fillette de onze ans, Catherine-Jeanne de Massac (1769-1795), la fille issue d'un premier mariage de Marie-Louise-Catherine Le Fillastre de Marcanville et seconde épouse de Mauconvenant, qui pose la première pierre.
Catherine-Jeanne de Massac sera emprisonnée, dans le château de Sainte-Marie-du-Mont, durant la Révolution française, ainsi que sa mère et son beau-père, à la suite de l'émigration de son mari Bonenvature-Corentin de Mauconvenant, fils de François-Bonaventure Corentin, passé dans l'armée des princes et qui périra lors du débarquement de Quiberon. Catherine-Jeanne décèdera au château le 18 mars 1795, celui-ci ayant été pillé pendant cette période.
Bonaventure-Corentin et Catherine-Jeanne auront une fille, Amélie-Cécile-Charlotte de Mauconvenant (1789-1812), à qui son grand-père, François-Bonaventure-Corentin, achètera le presbytère de Sainte-Suzanne. Elle avait épousé à Paris le 15 Juillet 1806, César-René, comte de Choiseul-Praslin (1779 - 1846), fils de Renaud-César-Louis de Choiseul-Praslin, duc de Praslin, maréchal de camp et ambassadeur. César-René était l'arrière-grand-oncle de Charles de Choiseul-Praslin (1805-1847), duc de Praslin, pair de France, qui, dans la nuit du 18 août 1847, poignarda sa femme, Françoise Sébastiani, fille du comte Horace Sébastiani, maréchal de France, et d'Antoinette-Françoise-Jeanne de Franquetot de Coigny, sœur du maréchal de Coigny dont une des propriétés, le château de Franquetot se trouve à quelques kilomètres du château de Sainte-Suzanne. Amélie-Cécile-Charlotte de Mauconvenant mourut le 20 juin 1812. Veuf, César-René se remaria en 1816 avec Catherine Innocente de Rougé. De son premier mariage avec Amélie sont issus trois enfants :
1. César-Corentin-Ferry[8] (1808- 1867), qui suit.
2. Lea-Marie-Régine (1810 - 1894), mariée en 1837 avec Louis Jean Baptiste Léon, comte de Choiseul d'Aillecourt.
3. Antoinette-Marie-Louise (1812 - 1901), mariée le 27 septembre 1839 à Georges Alexandre François comte de Nédonchel.

Son fils César-Corentin-Ferry, vicomte de Choiseul (20 octobre 1808 - 16 octobre 1867) se marie le 15 septembre 1832 avec Jeanne-Adélaïde-Valentine de La Croix de Castries (1813-1890), fille d'Eugène de La Croix, comte de Castries (1790-1825) et d'Agathe-Geneviève-Augustine-Aglaé de Séran d'Audrieu (1790 - 1878). Sa bisaïeule, Marie-Louise-Catherine Le Fillastre de Marcanville, épouse de François-Bonaventure-Corentin de Mauconvenant, lui avait légué le domaine de Sainte-Suzanne, par testament olographe du 6 septembre 1814. Le château passe ainsi dans la maison de Choiseul.
Au XIXe siècle et après le décès de son époux, la propriétaire du château, Jeanne-Adélaïde-Valentine de La Croix de Castries (1813-1890), vicomtesse de Choiseul, fera restaurer en 1884, à ses propres frais, l'église de Sainte-Suzanne dont l'état était jugé inquiétant. Elle fonda, aussi à Sainte-Suzanne, un orphelinat dont elle confia la direction aux sœurs de Saint Vincent de Paul. Elle mourut le 17 novembre 1890 à son domicile de l'hôtel de la Meilleraye au 56 rue des Saints-Pères dans le 7ème arrondissement de Paris à l'âge de 78 ans. Elle repose dans le cimetière de l'église de Sainte-Suzanne auprès de son époux.
Elle avait fait don de son domaine à l'une de ses nièces, Geneviève-Marie-Stéphanie de La Croix de Castries (1864-1918), mariée au comte Henry de Hauteclocque (1862-1914), commandant de réserve, mort au champ d'Honneur, en Belgique, le 22 décembre 1914. Le château passe ainsi dans la famille de Hauteclocque.
Au XXe siècle le château passe entre les mains de François de Hauteclocque (1888-1956), fils d'Henry de Hauteclocque, cousin du maréchal Leclerc, condisciple du général de Gaulle à Saint-Cyr, membre de l'état major du maréchal Foch en 1918, et maire de Sainte-Suzanne en 1940. Il se marie le 15 mars 1920 à Paris avec Marie-Thérèse-Françoise Joubert (1891-1972), fille de Jean Joubert et petit fille d'Edmond Joubert, financier français et cofondateur de la Banque de Paris en 1869 puis de la Banque de Paris et des Pays-Bas en 1872.
Opposé aux occupants, destitué par Vichy et déporté avec son épouse en Allemagne, à la Libération François de Hauteclocque sera nommé délégué départemental de l'Entraide française. Le général Leclerc, le 2 août 1944, débarqué la veille à Saint-Martin-de-Varreville et qui s'est installé à Vesly, rendra visite à ses cousins au château de Sainte-Suzanne, François et Françoise de Hauteclocque, et dont leur fils Wallerand s'engagera le jour même. La comtesse Françoise de Hauteclocque publiera en 1945 un ouvrage intitulé La Guerre chez nous, qui raconte ses mésaventures et celles de son mari durant l’occupation et leur déportation en Allemagne.
Au gré des alliances, des mariages et des changements de patronymes, le château construit au XVIIIe siècle est dans la même famille depuis plus de 7 générations et le terre de Sainte-Suzanne depuis plus de 500 ans. Il est aujourd’hui la propriété de la petite fille du comte François de Hauteclocque.

## Description
Le château de Sainte-Suzanne-en-Bauptois est une construction, en briques roses avec des encadrements en pierre de taille, de la fin du XVIIIe siècle, sur le modèle de Franquetot à Coigny.
La façade principale, d'un étage sur rez-de-chaussée, est ponctuée par un grand avant-corps central droit, précédé d'un perron, percé de cinq baies à chaque niveau et surmonté d'un fronton triangulaire armorié. La toiture est agrémentée de six lucarnes qui reprennent l'alignement des baies des ailes disposées de part et d'autre du corps central.
La cour intérieure, par laquelle on accède au château, est encadrée, à gauche comme à droite, par les communs des XVIe et XVIIe siècles. Trois avenues, dont la principale est plantée de chênes, donnent accès au château.

## Liste des possesseurs de la terre de Sainte-Suzanne
Liste non exhaustive.
- Famille de Mauconvenant[15] : 
  - René-Jacques-François-Bonaventure de Mauconvenant (1734-† 1763).
  - François-Bonaventure-Corentin de Mauconvenant (1763), fils du précédent.
  - Bonaventure-Corentin de Mauconvenant[16], fils du précédent († 1795), marié le 25 février 1787 avec Catherine-Jeanne de Massac (1769 - 1795)
- Famille de Choiseul-Praslin : 
  - César-René de Choiseul-Praslin (29 mai 1779 - Paris, 22 février 1846), comte de Choiseul-Praslin, marié le 15 juillet 1806 à Amélie-Cécile-Charlotte de Mauconvenant (1789 - 1812), fille de Bonaventure-Corentin de Mauconvenant et de Catherine-Jeanne de Massac.
  - César-Corentin-Ferri de Choiseul-Praslin[17] (1808 - 16 octobre 1867), fils du précédent, marié le 17 septembre 1832 avec Jeanne-Adélaïde-Valentine de La Croix de Castries (1813-1890), fille d'Eugène de La Croix, comte de Castries (1790-1825) et d'Agathe-Geneviève-Augustine-Aglaé de Séran d'Audrieu (1790 - 1878).
  - Geneviève-Marie-Stéphanie de La Croix de Castries (24 mars 1864 - 16 décembre 1918) fille de Gaspard de La Croix de Castries (1816 - 1869), comte de Castries et d'Alix de Saint-Georges de Vérac (1818 - 1900), marié le 27 décembre 1887 avec Henri de Hauteclocque (1862 - 1914).

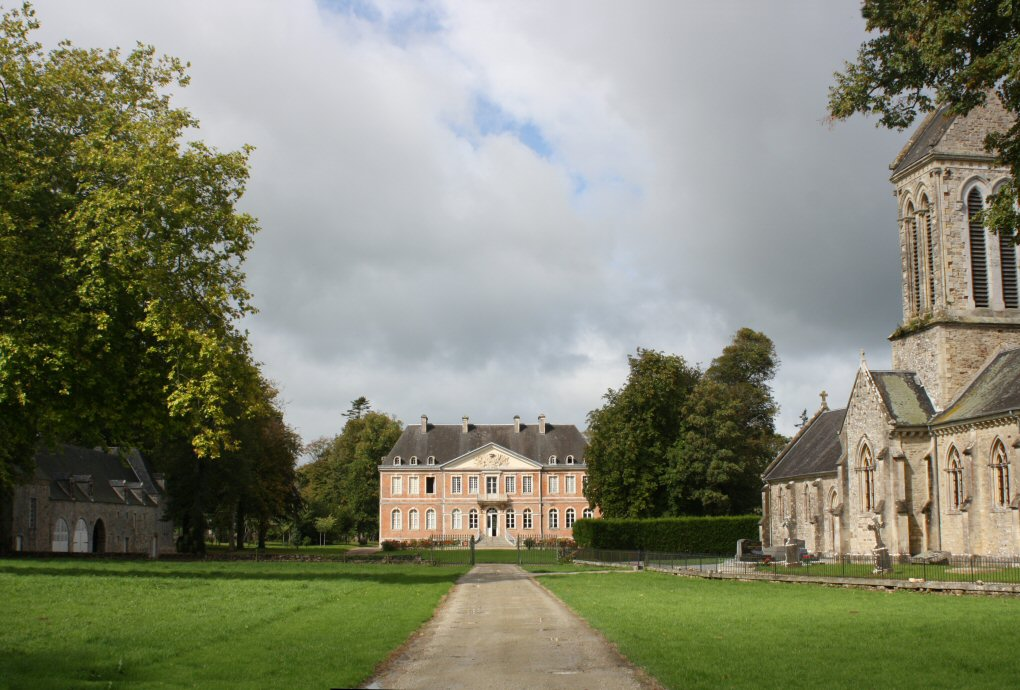
L'entrée du château.
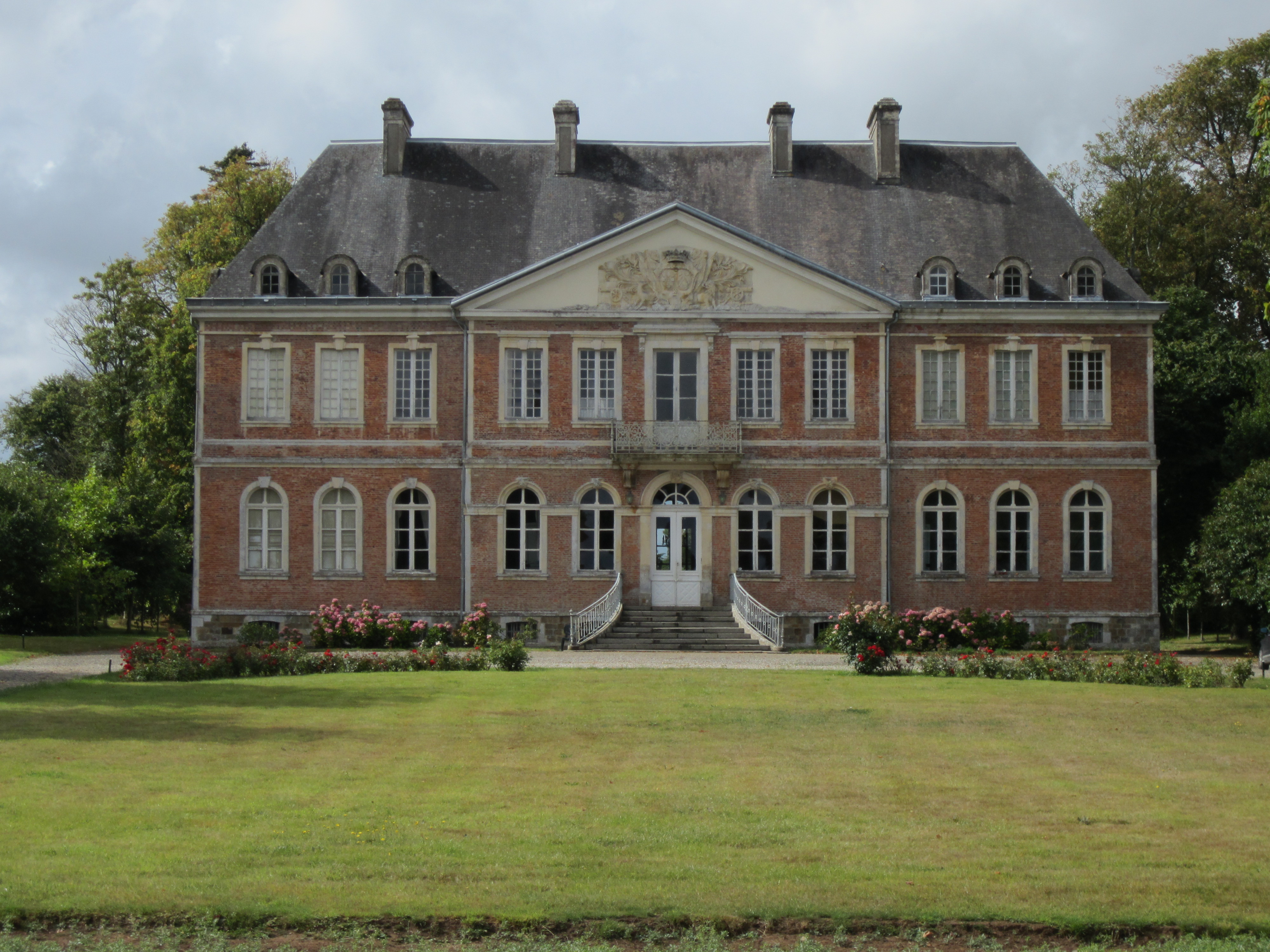
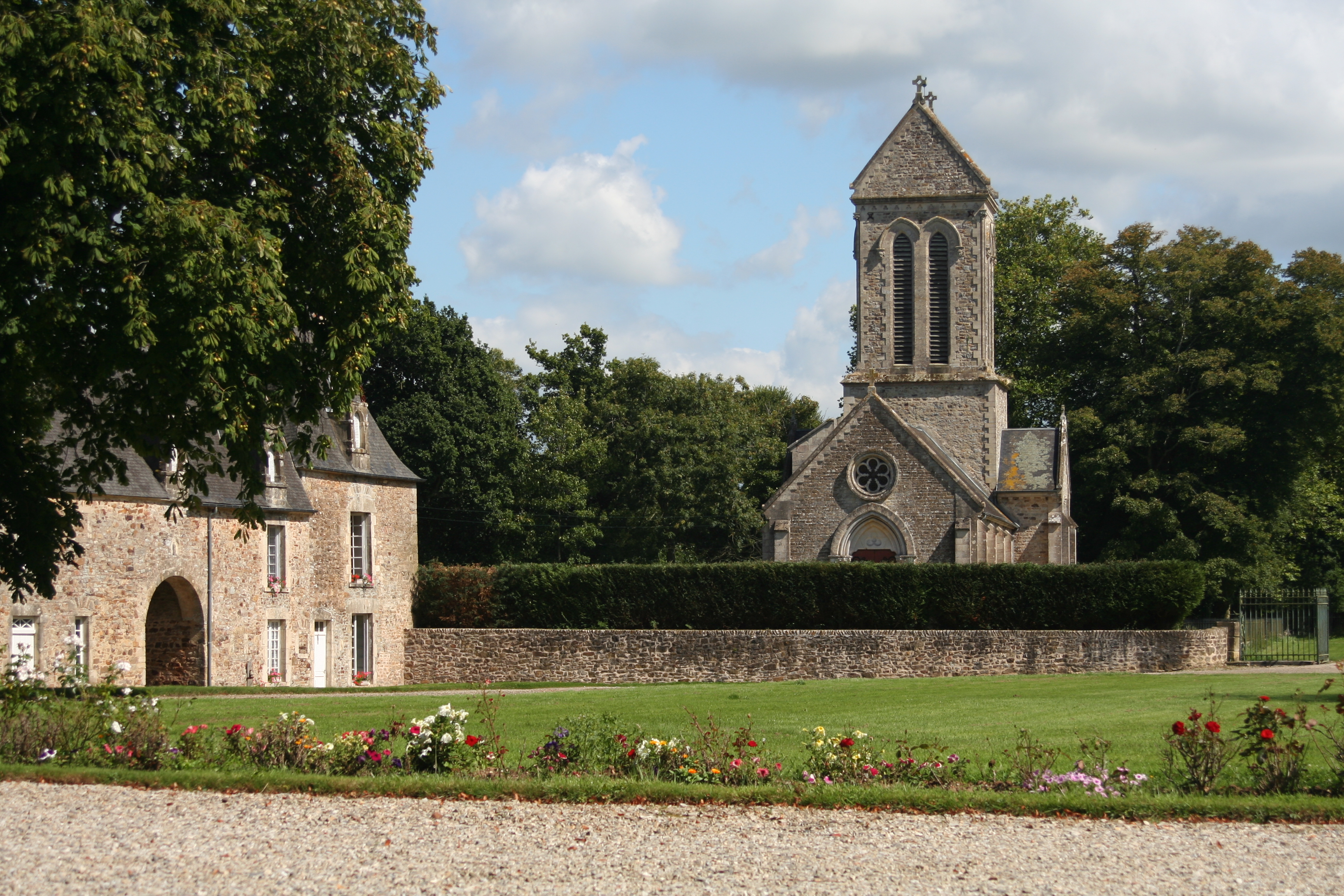
Vue de la cour intérieure.
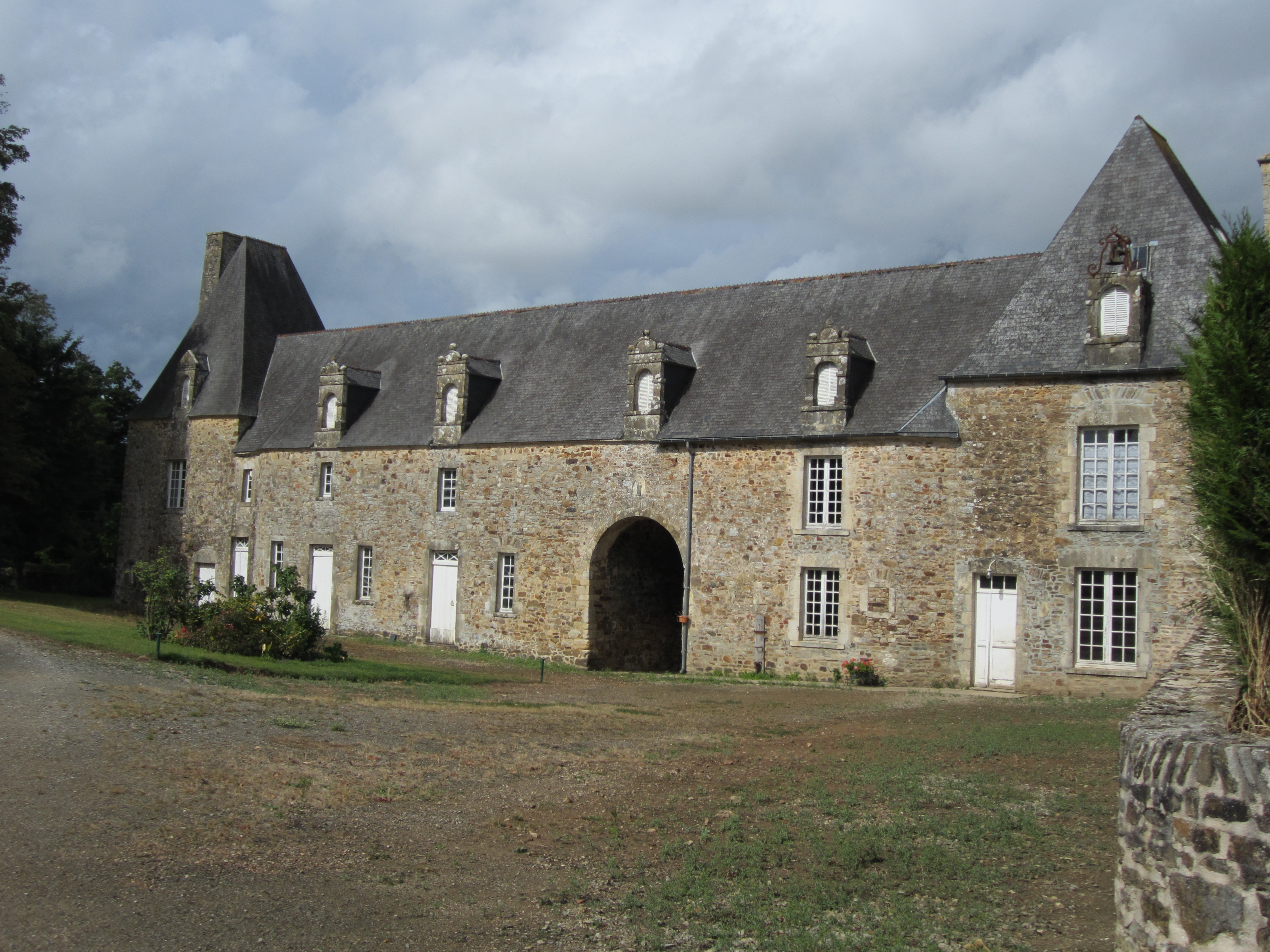
Les communs.